# Sint-Pietersplein (Gent)

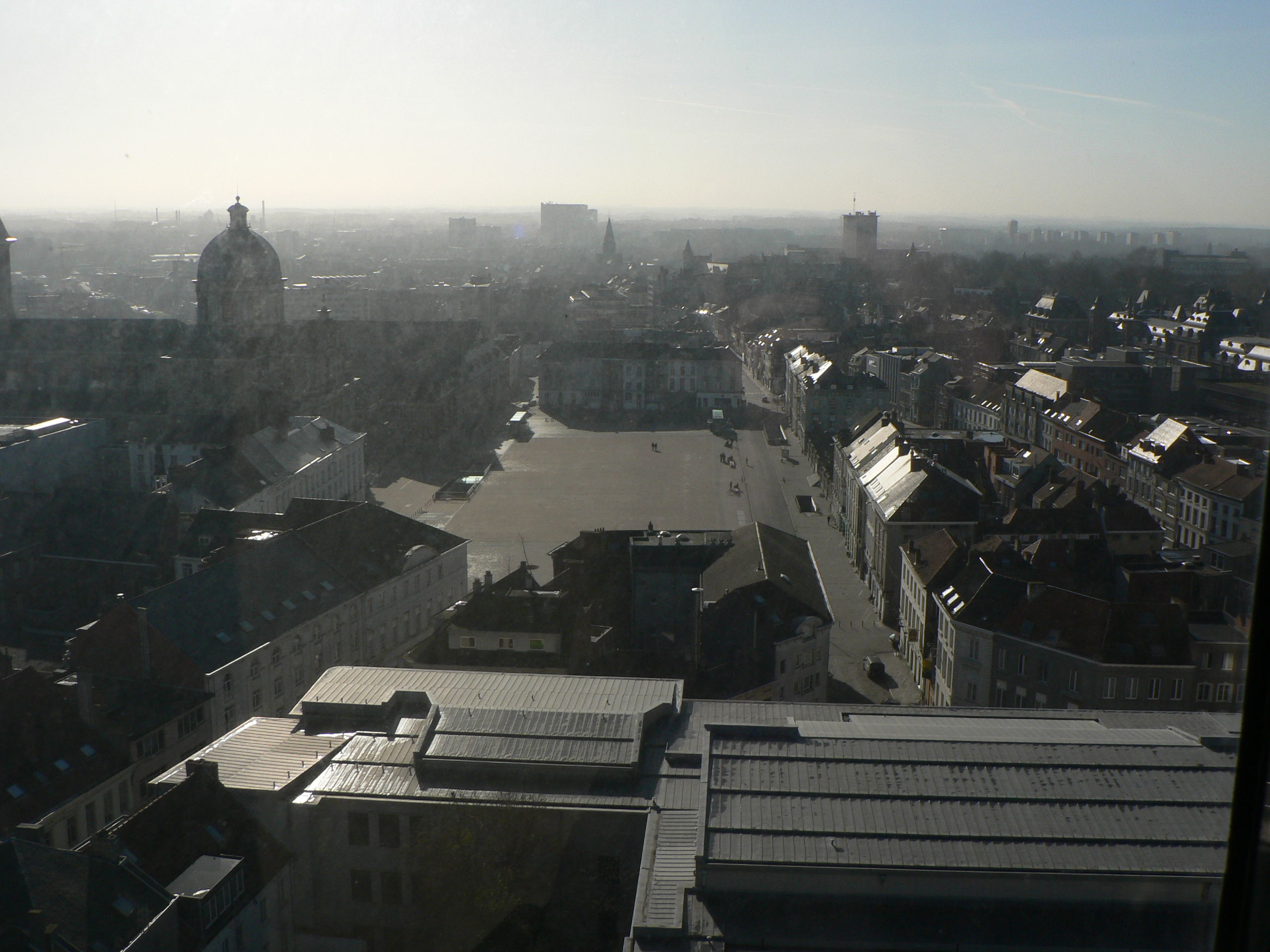
Sint-Pietersplein

Het Sint-Pietersplein is een plein in het zuiden van het centrum van de Belgische stad Gent. Het plein ligt bij de Sint-Pietersabdij, tegenwoordig in de studentenbuurt en de nabijheid de Gentse universiteitsbibliotheek, beter bekend als de Boekentoren. Het plein heeft een niveauverschil vanaf de Sint-Pietersnieuwstraat tot aan de Sint-Pietersabdij van 3,5 meter. Een monumentale trap, rechtover de Onze-Lieve-Vrouw-Sint-Pieterskerk, verbindt het Sint-Pietersplein met het aanpalende Sint-Amandplein. Onder het plein bevindt zich een ondergrondse parking. Op het grote plein (80 x 200 meter) worden verder regelmatig evenementen en concerten georganiseerd en ook de jaarlijkse Halfvastenfoor vindt plaats op het Sint-Pietersplein. Het plein en zijn omgeving, waaronder verschillende huizenblokken en het Sint-Amandsplein, zijn beschermd als stadsgezicht.

## Geschiedenis
De omgeving van het Sint-Pietersplein heeft een lange en bewogen geschiedenis achter de rug en vormt een belangrijke schakel in de ontstaansgeschiedenis van de stad Gent. Toch bestaat het plein in zijn huidige vorm pas sinds 1848. De Sint-Pietersabdij bestaat al sinds het jaar 630 maar werd door de Noormannen verwoest in het jaar 851. In 975 was alles herbouwd en breidde men in de 12de en 13de eeuw uit. De abdij had uitgebreide bezittingen, waaronder het Sint-Pietersdorp, het gebied tussen de Leie en de Schelde, net ten zuiden van de middeleeuwse stadskern. In 1796, na de Franse revolutie, verdween de abdij als instelling. De bijhorende Sint-Pieterskerk werd gebruikt als opslagplaats en museum voor schilderijen en kunstschatten afkomstig uit andere opgeheven Gentse kerken en kloosters.
In 1580 werd de romaanse Sint-Pieterskerk bijna volledig verwoest door de godsdienstonlusten. In 1629 werd de eerste steen gelegd van de huidige kerk. In deze kerk zijn ook enkele van de Graven van Vlaanderen begraven.
Vroeger stond op de plaats van het plein een tweede kerk in barokstijl, de Onze-Lieve-Vrouwekerk. Dat is de reden waarom de nog bestaande kerk sinds 1810 een dubbele naamgeving kreeg die verwijst naar de in 1799 gesloopte Onze-Lieve-Vrouwkerk. Ook de naam van het doodlopende straatje naast de kerk (Tweekerkenstraat) verwijst naar deze kerk. Archeologen hebben, voor de werkzaamheden aan de ondergrondse parking eind 2003 begonnen, de fundamenten van die kerk blootgelegd en onderzocht.

## Bezienswaardigheden
- Onze-Lieve-Vrouw-Sint-Pieterskerk (imposant en historisch waardevol kerkgebouw)
- Sint-Pietersabdij met museum
- De monumentale trap naar het Sint-Amandplein, met de terrasmuur met balustrade en siervazen
- De apotheek op Sint-Pietersplein 26, met behouden apotheekinrichting en een art-nouveaupui, is beschermd als monument.
- Op de hoek met de Sint-Pietersnieuwstraat bevindt zich het 18de-eeuws herenhuis van de Oostenrijkse generaal De Murray, later gebruikt als klooster en als deel van een rusthuis.
- De oostelijke gevels van het plein zijn het meest in hun oorspronkelijke staat behouden, in een neoclassicistische stijl uit het midden van de 19de eeuw.
- De universiteitscampus Blandijn met de Boekentoren die uitkijkt over het plein.
- Studentenbuurt (Overpoortstraat)

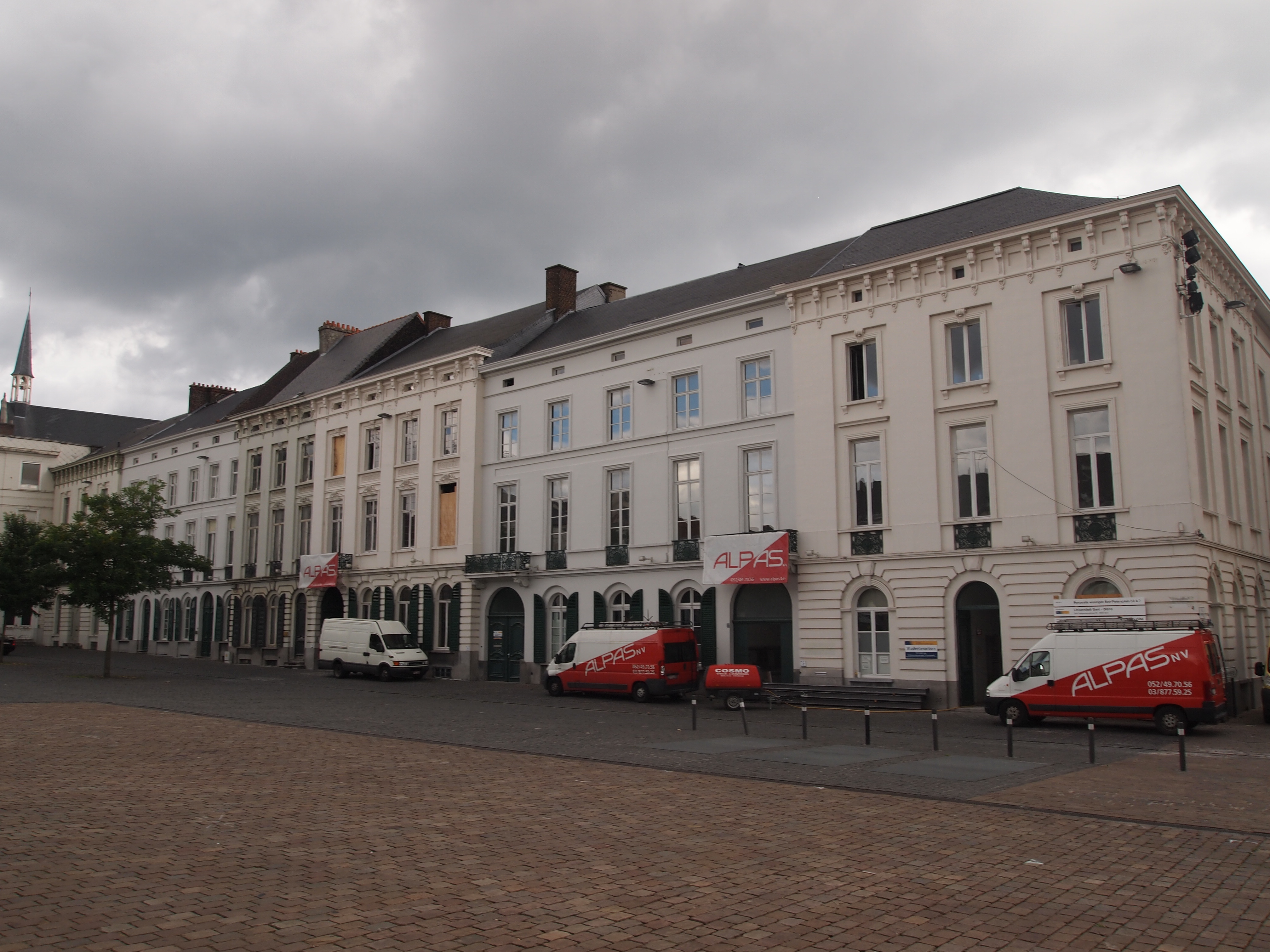
Sint-Pietersplein 1-7
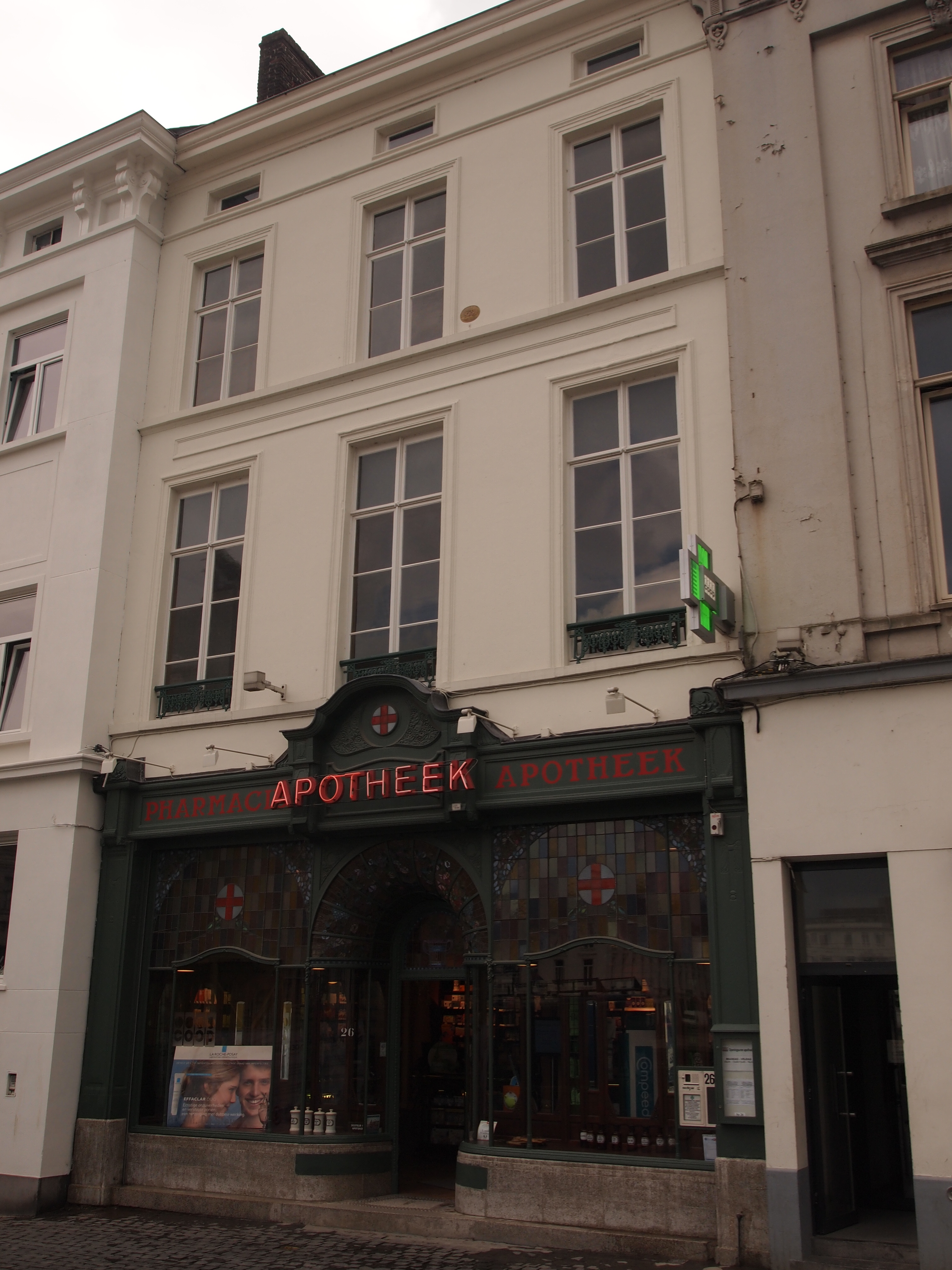
Sint-Pietersplein 26, Apotheek vooruit Desteur
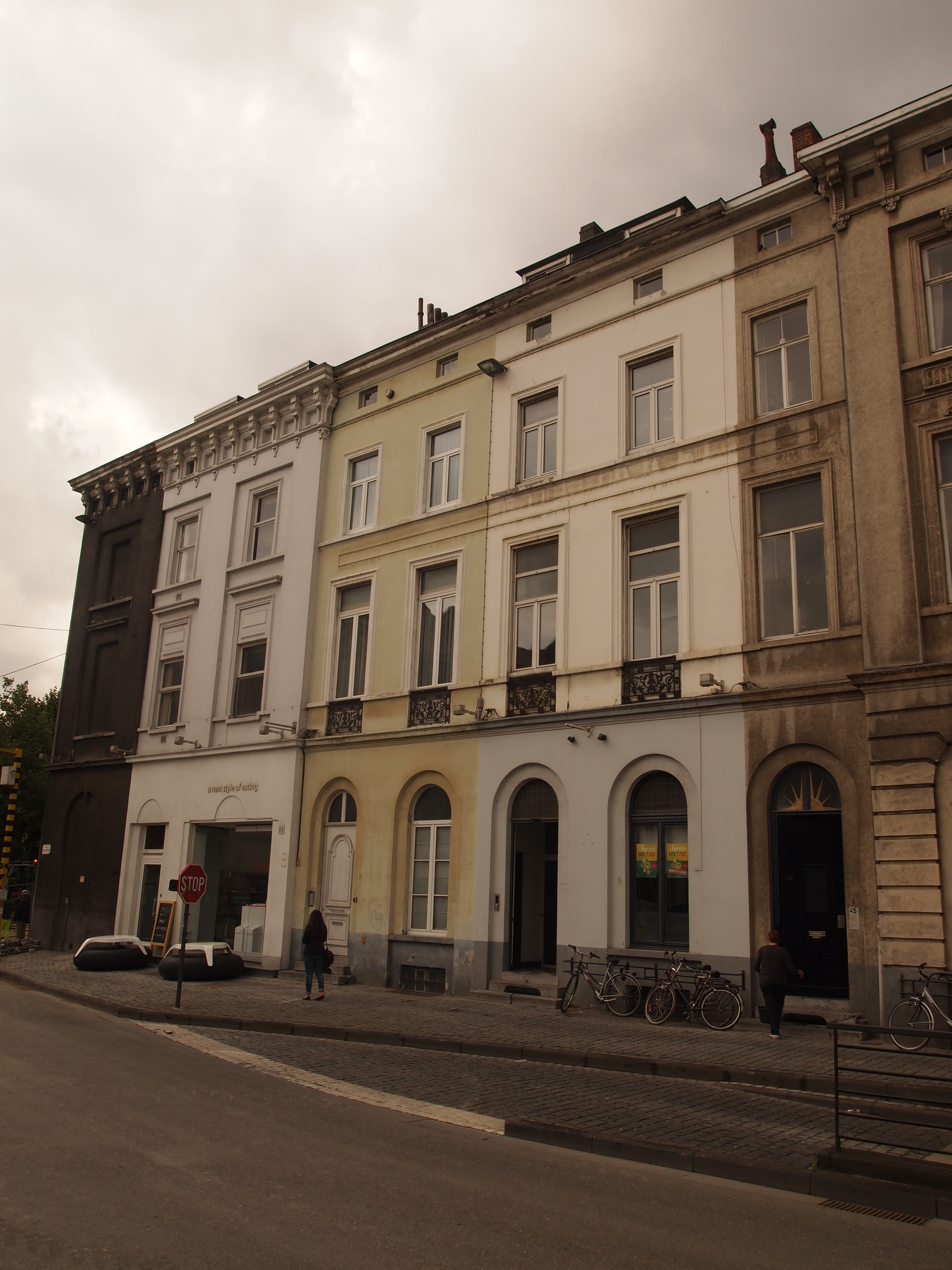
Sint-Pietersplein 42-45
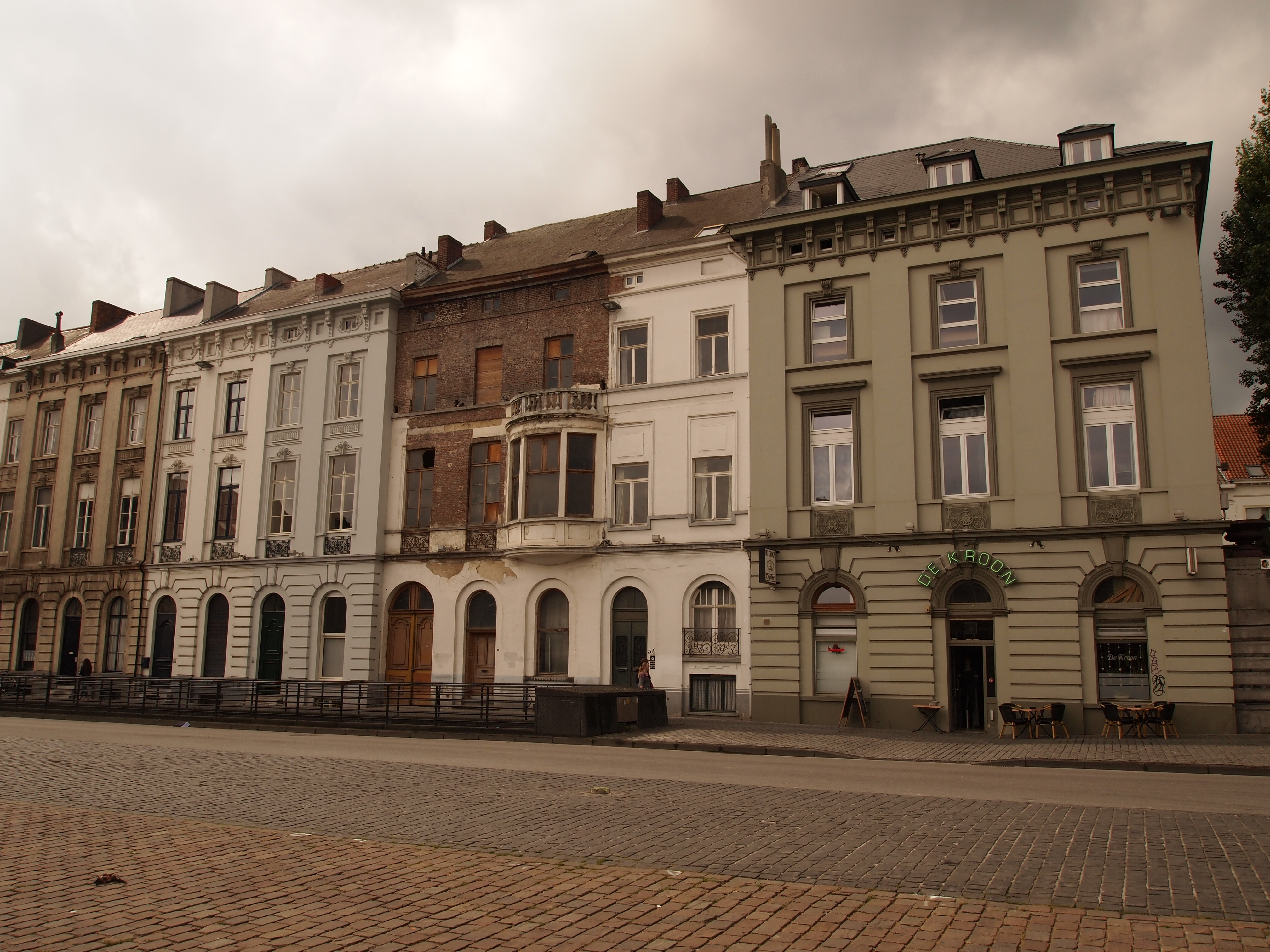
Sint-Pietersplein 46-51
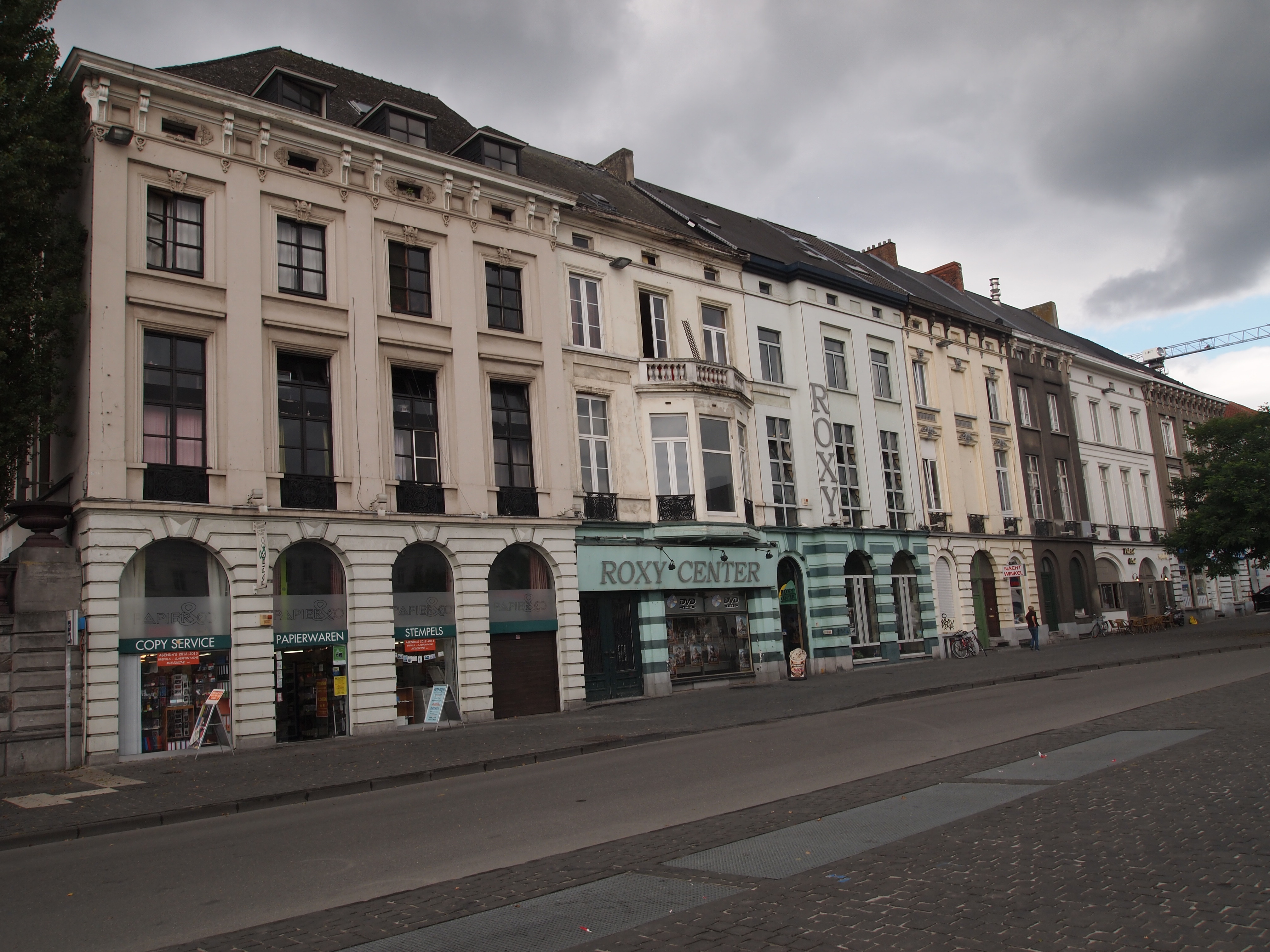
Sint-Pietersplein 52-59
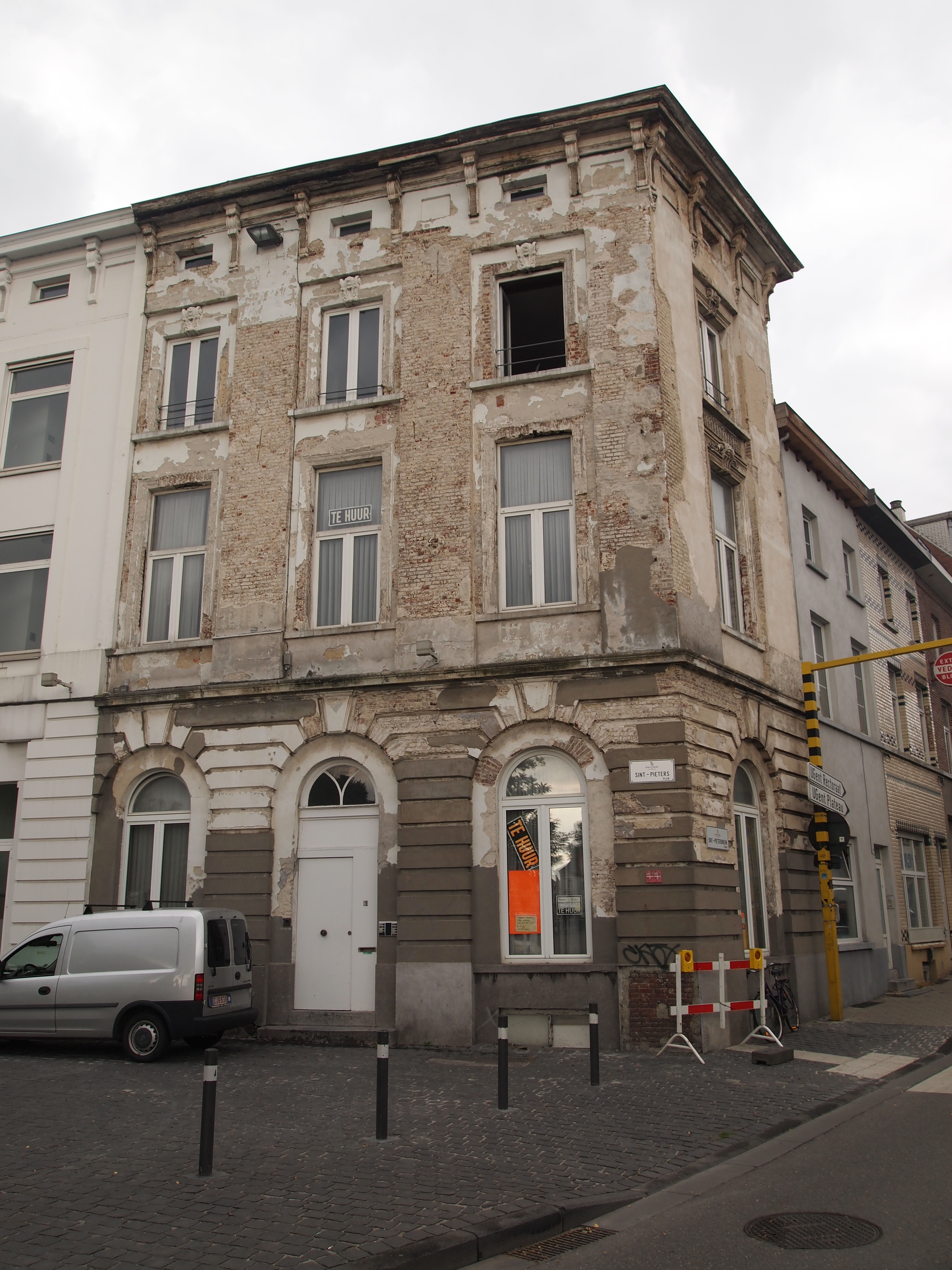
Sint-Pietersplein 61

## Evenementen
- Halfvastenfoor (in maart)
- Start en aankomst Omloop Het Nieuwsblad (wielrennen)
- Openluchtconcerten
- Andere sportevenementen (zoals beachvolleybal)
- Student Kick-Off
- Student Street Soccer